# Tramway de Châlons-sur-Marne

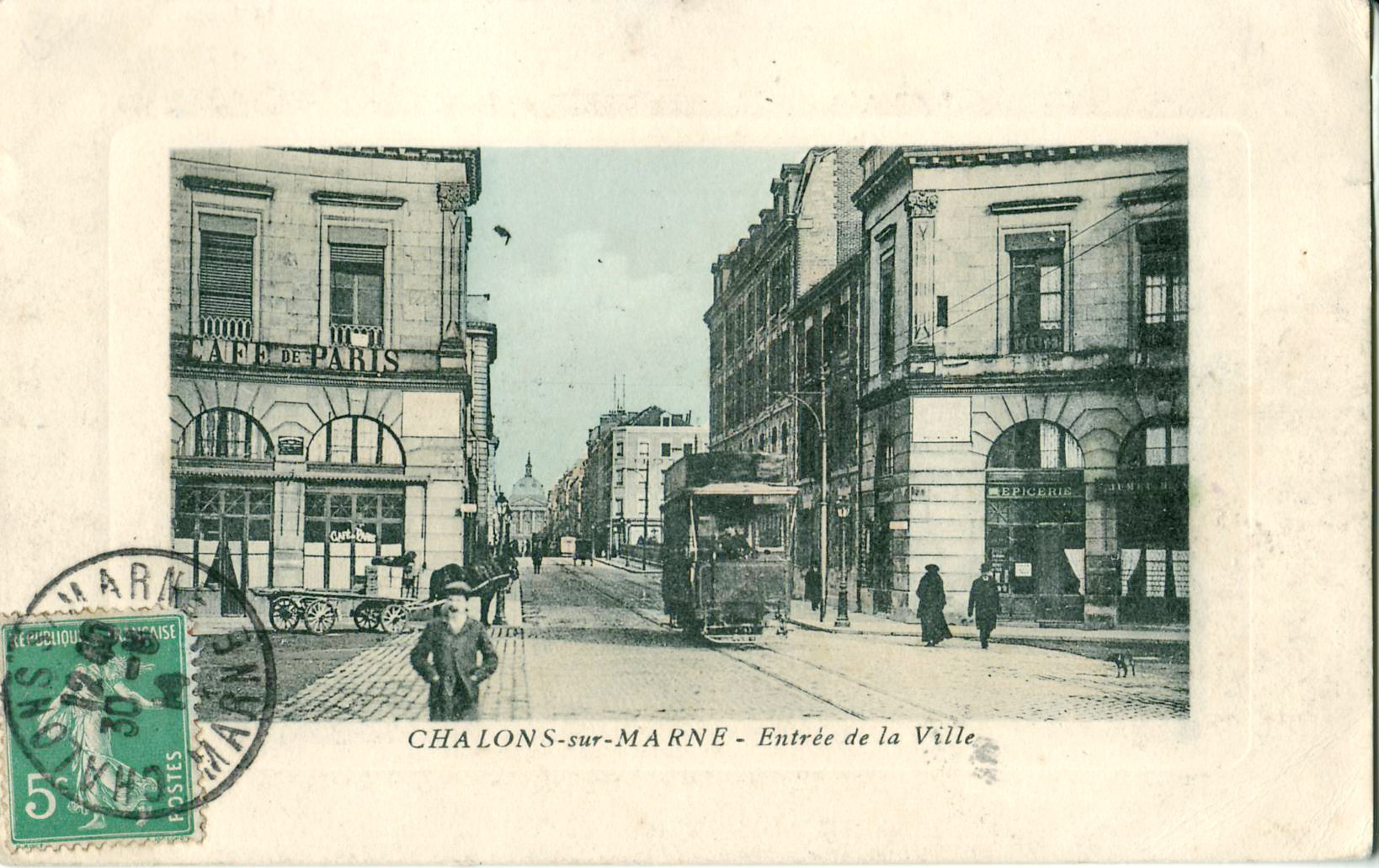
Le tramway rue Jean Jaurès

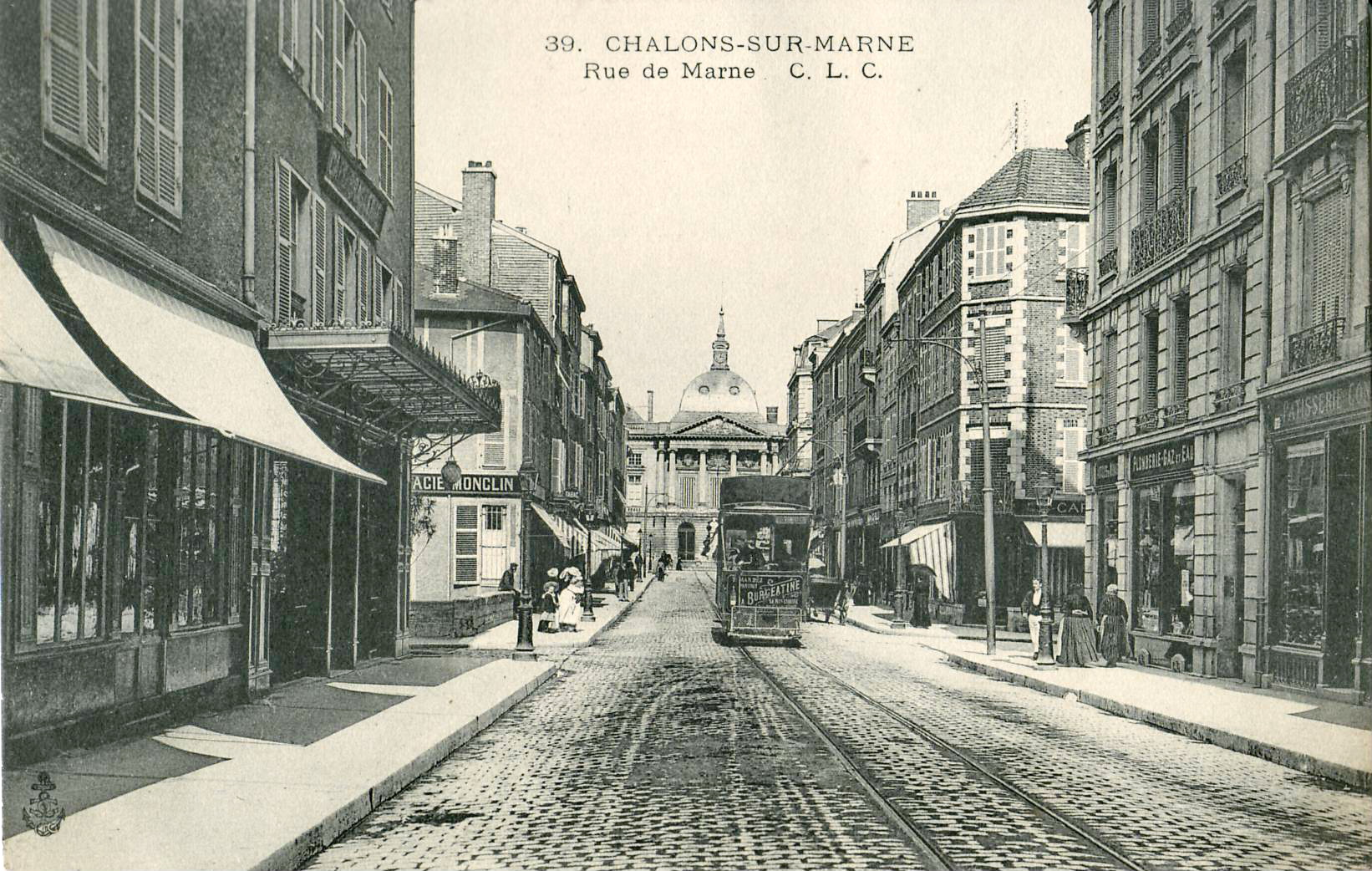
Tramway, rue de Marne...

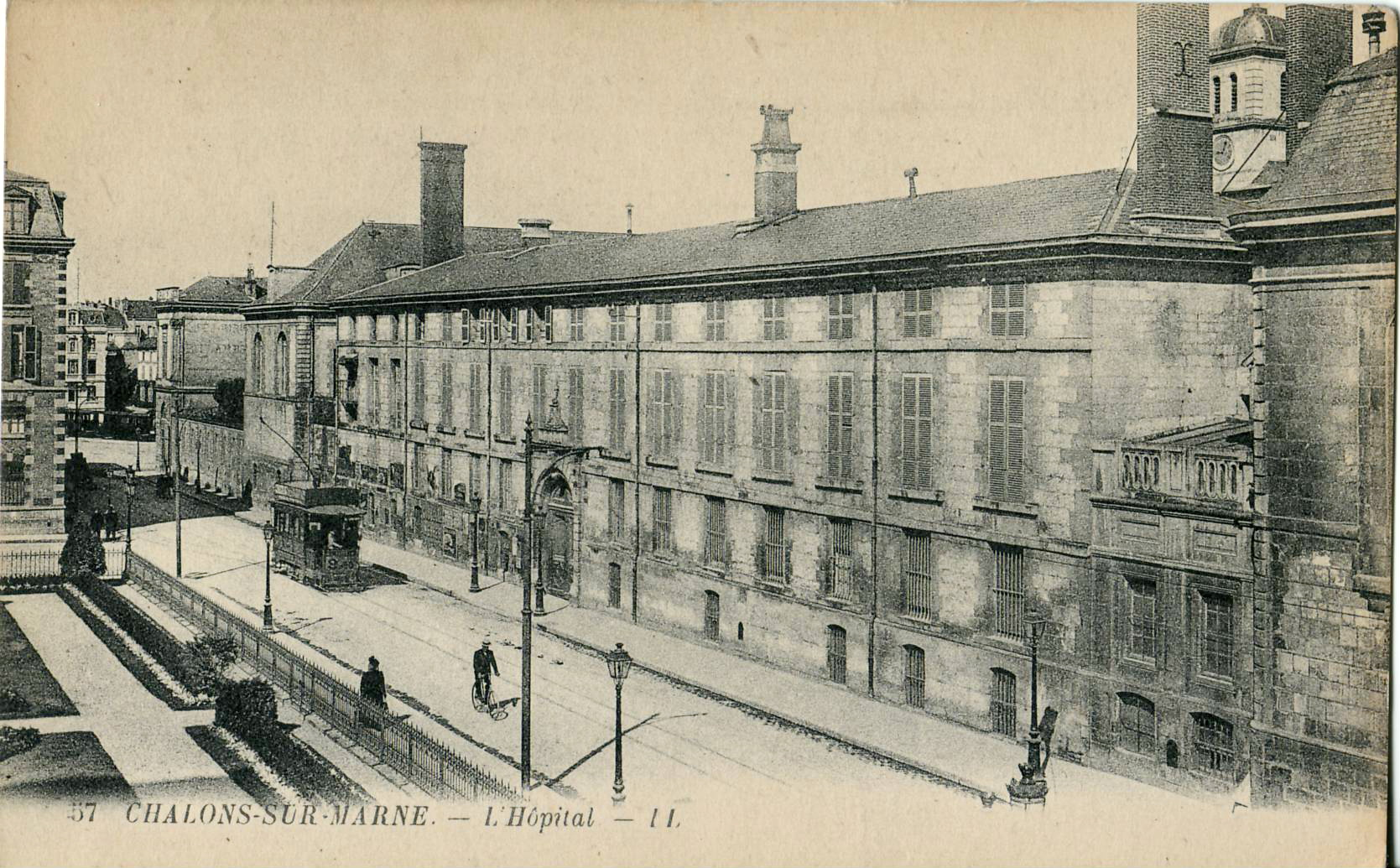
... et devant l'Hôpital

Le Tramway de Châlons-sur-Marne est un ancien réseau de tramway qui circulait dans la préfecture du département de la Marne, renommée Châlons-en-Champagne.

## Histoire
Un service d'omnibus assuré par deux cars Rippert à traction hippomobile est mis en service en 1893 entre la gare et les octrois St Jacques et St Jean.
Le réseau de tramway électrique destiné au transport de voyageurs est concédé à monsieur Édouard Cauderay, investisseur parisien, par décret du  16 janvier 1897, auquel se substitue la Société Anonyme des Tramways Électriques de Châlons-sur-Marne, le 13 novembre 1898,.
Il fut mis en service en 1897 et remplacé, le 31 août 1938 par un réseau de quatre lignes d'autobus Citroën. Cette exploitation dura peu, puisqu'elle fut suspendue avant la Seconde Guerre mondiale en raison de son déficit,. Il s'agit du lointain prédécesseur de l'actuel réseau de bus de l'agglomération de Châlons, le SITAC.

## Infrastructure
Le réseau était construit à voie métrique et électrifié. Il comprenait 3 lignes d'une longueur de 7 kilomètres avec un tronc commun de 800 m. environ, rues Jean Jaurès et de Marne, jusqu'à la Place Maréchal-Foch.

### Les lignes
- Ligne 1: Faubourg de Paris - Place Maréchal-Foch, (Hôtel de Ville)- Faubourg Saint Jacques  - chemin des grève - Gare SNCF - Mont-Saint-Michel (TERMINUS)
- Ligne 2: Gare - Place Maréchal-Foch, (Hôtel de Ville)-  Place Saint-Jean - centre commercial - MAIRIE SAINT MEMMIE (TERMINUS)
- Ligne 3: SCHMIT - place du Maréchal-Foch (hôtel de ville) avenue du président-roosevelt (TERMINUS)

Le centre du réseau était situé Place Maréchal-Foch.

## Matériel roulant
Le réseau disposait de six motrices à plates-formes d’extrémité, qui furent fermées (« vestibulées ») pendant la durée de l'exploitation.